# 上杉教房
上杉 教房（うえすぎ のりふさ）は、室町時代中期の武将。足利将軍家の家臣。

## 略歴
犬懸上杉家庶流四条上杉家・上杉持房の子として誕生。
上杉禅秀の子である父・持房は、禅秀の弟で四条上杉家・上杉氏朝の養子となっていたため、教房も父や氏朝と共に京都の足利将軍家に仕えた。6代将軍・足利義教から偏諱を受け教房を名乗る。享徳3年（1455年）から享徳の乱が始まると、教房も上杉朝房の系統で同族である越後国守護・上杉房定に従って子・政藤と共に武蔵国にいた関東管領・上杉房顕の救援に向かう。
しかし、長禄3年（1459年）の太田庄の戦いにて古河公方・足利成氏の軍によって討たれた。